# بخش فارو
بخش فارو (به لاتین: Faro) یک منطقهٔ مسکونی در کامرون است که در منطقه شمال (کامرون) واقع شده‌است. بخش فارو ۱۱٬۷۸۵ کیلومتر مربع مساحت و ۸۱٬۴۷۲ نفر جمعیت دارد.